# Linhairòlas
Linhairòlas (en francès Lignairolles) és un municipi francès situat al departament de l'Aude i a la regió d'Occitània.